# Classe Kara
Pour les articles homonymes, voir Kara.
Le Projet 1134B Berkut-b, classification OTAN « Kara », était une classe de croiseurs lance-missiles (la marine russe les a reclassés en tant que destroyers) construite dans les années 1970 pour la Marine soviétique. Les sept croiseurs lance-missiles de la classe Kara étaient des bâtiments assez polyvalents, destinés à succéder aux Kresta. Après la chute de l'URSS les bateaux restants ont été transférés à la marine russe.

## Caractéristiques techniques
Les turbines à gaz combinées aux moteurs diesels étaient un ensemble plus silencieux et générant moins de vibrations que sur les Kresta. 

### Armements
Ils avaient une capacité anti-navire tactique avec leurs missiles SSN-14 à charge classique ou nucléaire, une bonne capacité de lutte antiaérienne à courte portée avec leurs deux rampes lance-missiles SA-N-3 et SA-N-4, (72 et 40 missiles), leurs 4 lance-roquettes RBU 6000 et 4000 (144 et 60 projectiles) et leurs tubes lance-torpilles. 
Une plateforme pour accueillir un hélicoptère ASM Kamov Ka-25 "Hormone" est située sur le pont arrière.

### Rôle
ils sont ainsi de prime abord prévus pour agir comme navire amiral au sein d'un groupe chargé de trouver et détruire les sous-marins d'attaque de l'OTAN menaçant l'URSS. De même, leur emploi dans la Marine Soviétique prévoit d'assurer une escorte anti-sous-marine aux unités de haute valeur du groupe de combat. 
Dans un second temps, ces croiseurs sont destinés à appuyer les unités de classe Kresta et classe Kachine en matière de défense anti-aérienne. 
La troisième mission est probablement la moins importante, car d'autres unités majeures au moment de la conception de cette classe pouvaient aussi tenir ce rôle, à savoir les éléments de Moskva, Kyïv et de Kirov, qui étaient mieux équipés en missiles anti-navires.

## Unités de la classe
Les unités de la classe Kara étaient  affectées à la flotte du Pacifique pour le Nikolaïev, le Otchakov, le Petropavlovsk et le Tachkent ; et à la flotte de la mer Noire pour les trois dernières, le Kertch, l'Azov et le Tallinn avant la chute de l'URSS.
L'Azov a été modifiée pour tester les nouveaux missiles SA-N-6 antiaériens.
En 2000, le Kertch reprend du service dans la flotte de la mer Noire en tant que navire amiral après avoir passé 10 années sans naviguer.
| Nom           | Chantier naval         | Mise en chantier | Lancement         | Mise en service  | Commentaire |
| ------------- | ---------------------- | ---------------- | ----------------- | ---------------- | --- |
| Nikolaïev     | Chantiers de Nikolaïev | 25 juin 1968     | 19 décembre 1969  | 31 décembre 1971 | Vendu à l'Inde en 1994 |
| Otchakov      | Chantiers de Nikolaïev | 1970             | 1972              | 1975             | Désarmée en 2008. Coulé volontairement le 5 mars 2014 pour bloquer l’accès du lac Donouzlav, pour la prise de la base navale sud de la marine ukrainienne |
| Kertch        | Chantiers de Nikolaïev | 30 avril 1971    | 2 juillet 1972    | 26 décembre 1974 | En réserve de 1991 à 2000 puis remis en service. Endommagé par un incendie le 4 novembre 2015. Remorqué vers chantier de démolition le 24 avril 2020.     |
| Azov          | Chantiers de Nikolaïev | 21 juillet 1972  | 14 septembre 1973 | 3 novembre 1975  | Modifié pour les tests du missile SA-N-6 |
| Petropavlovsk | Chantiers de Nikolaïev | 9 septembre 1973 | 22 novembre 1974  | 28 décembre 1976 | Mis en réserve en 1999 |
| Tachkent      | Chantiers de Nikolaïev | 22 novembre 1974 | 5 novembre 1975   | 21 décembre 1977 | Démantelé en 1994 |
| Tallinn       | Chantiers de Nikolaïev | 5 novembre 1975  | 5 novembre 1976   | 21 décembre 1977 | Mis en réserve en 1990 et renommé Vladivostok. |